# Junto Nakatani
Junto Nakatani (中谷潤人?, Junto Nakatani; Inabe, 2 gennaio 1998) è un pugile giapponese.
Campione del mondo in tre categorie di peso, ha detenuto il titolo dei pesi mosca WBO dal 2020 al 2022 e il titolo WBO dei pesi supermosca nel 2023. Dal febbraio 2024, detiene il titolo WBC dei pesi gallo.

## Carriera
Vince il titolo WBC dei pesi gallo il 24 febbraio 2024 sconfiggendo per knockout il messicano Alexandro Santiago.

## Record professionale
Statistiche aggiornate al 22 febbraio 2025:
29 vittorie (22 KO) e 0 sconfitte